# Fuente de Pedro Naharro
Fuente de Pedro Naharro ist eine Gemeinde (Municipio) und ein Dorf mit 1.269 Einwohnern (Stand: 2024) in der Provinz Cuenca in der Autonomen Region Kastilien-La Mancha.

## Lage
Fuente de Pedro Naharro liegt etwa 100 Kilometer westlich von Cuenca und etwa 90 Kilometer südöstlich von Madrid in einer Höhe von ca. 810 m. 

## Bevölkerungsentwicklung
| 1900 | 1950 | 1970 | 1981 | 1991 | 2001 | 2011 | 2021 |
| ---- | ---- | ---- | ---- | ---- | ---- | ---- | ---- |
| 1574 | 2732 | 1616 | 1325 | 1247 | 1208 | 1331 | 1209 |

## Sehenswürdigkeiten

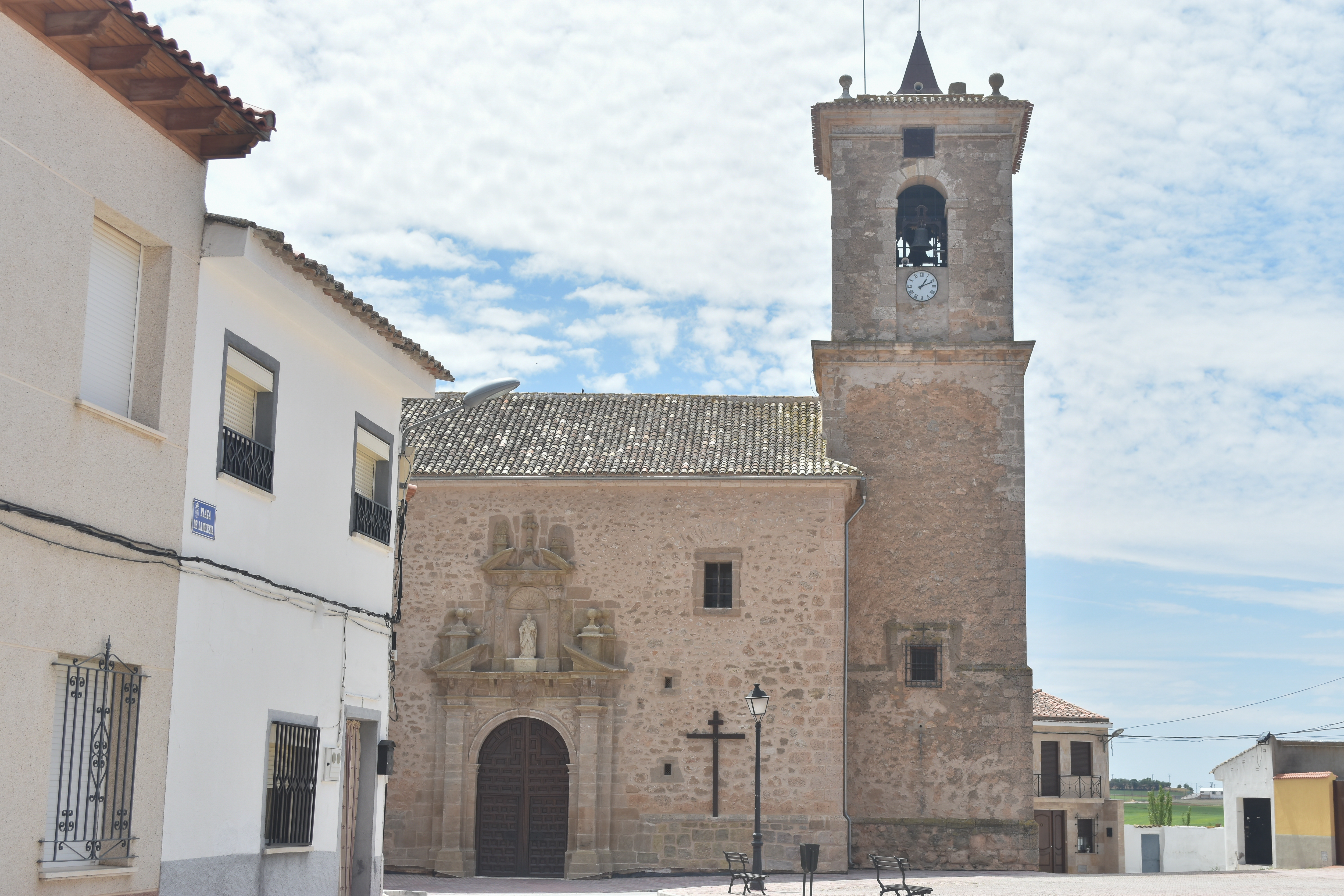
Andreaskirche
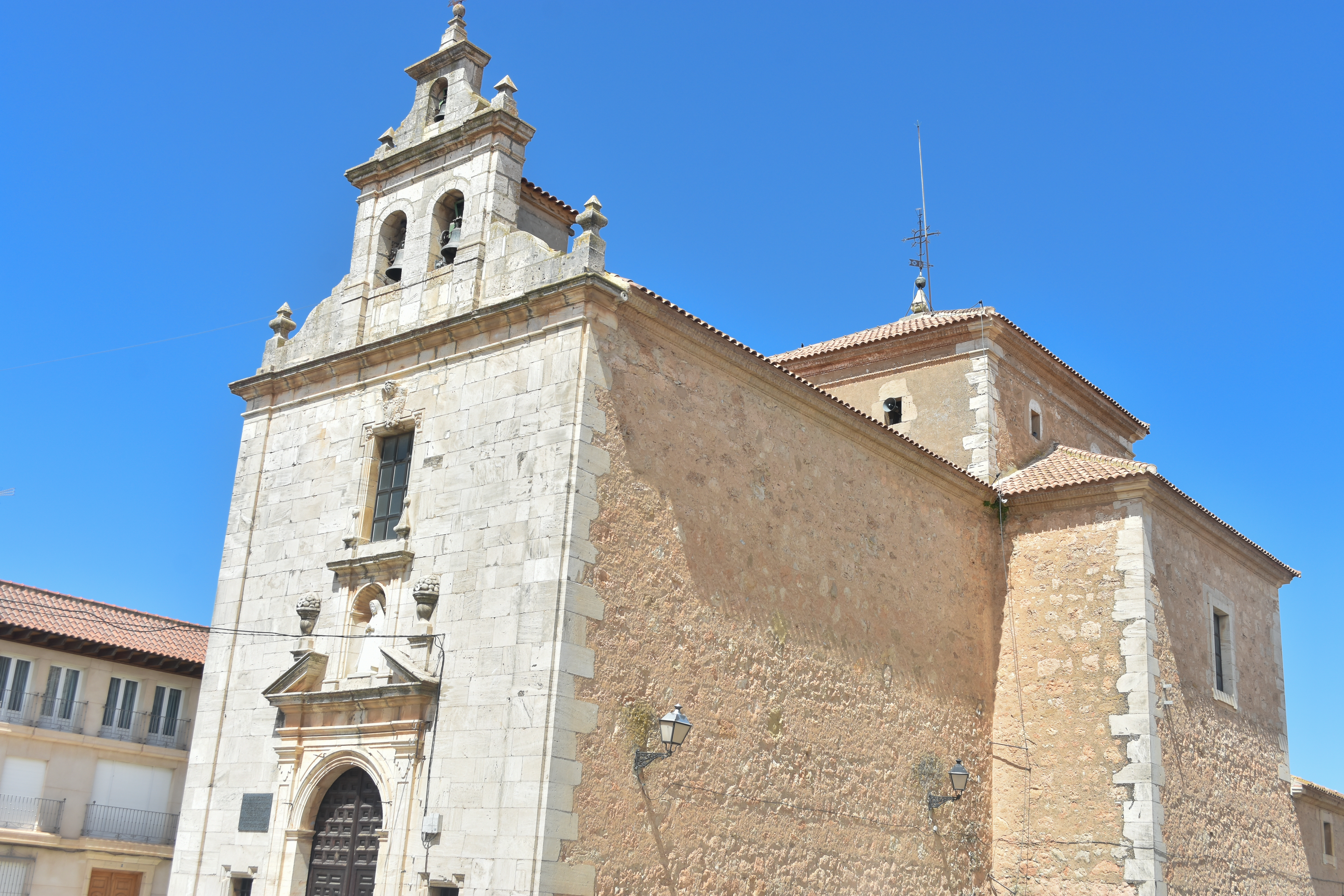
Marienkapelle
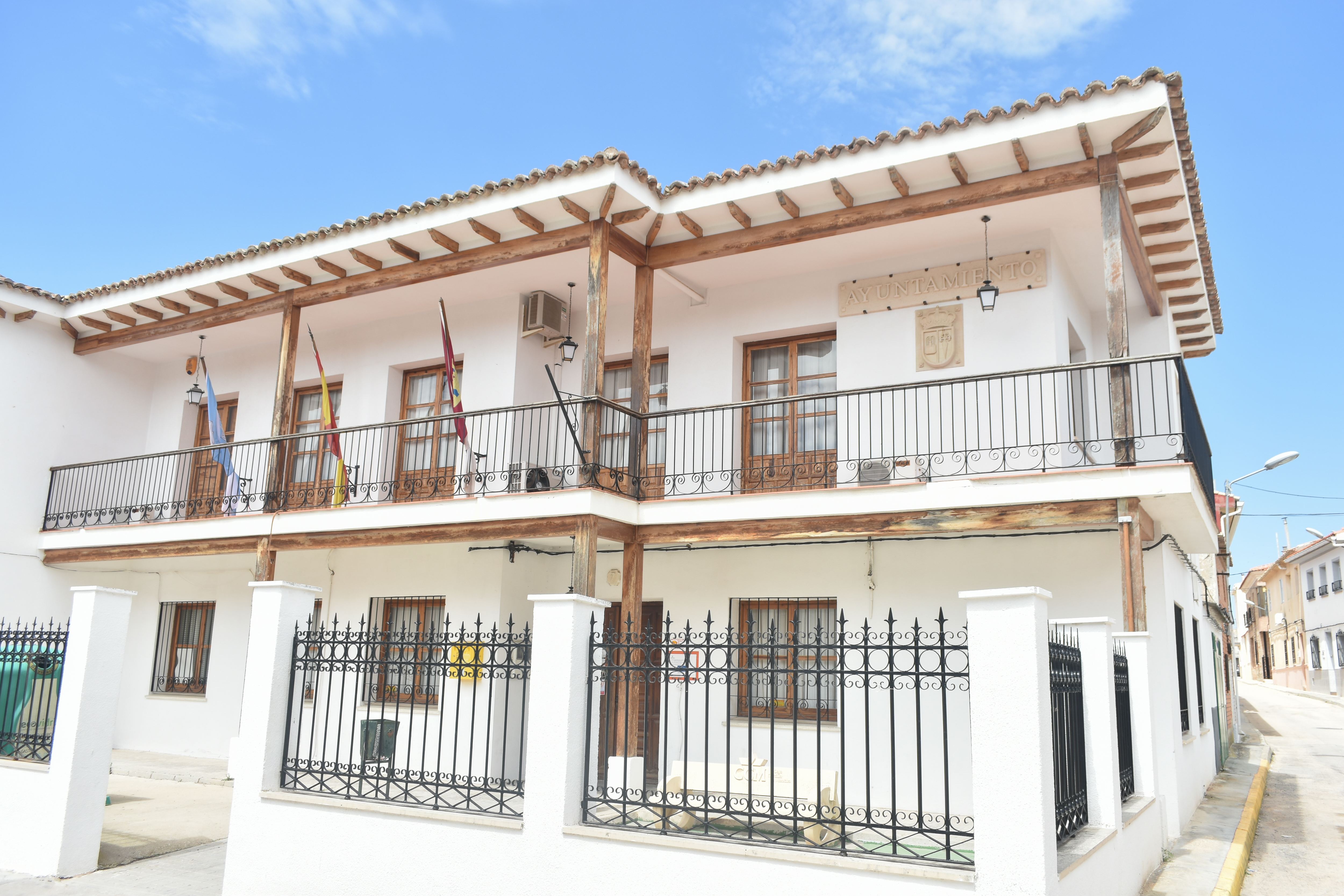
Königsbrücke

- Andreaskirche
- Marienkapelle
- Rathaus